# محمد العلي (ممثل)
محمد العلي (21 مايو 1949 - 3 يناير 2002)، ممثل ومنتج فني سعودي، يعد من مؤسسي الدراما والمسرح في السعودية.

## عن حياته

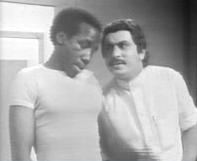
محمد العلي مع الفنان سعد خضر في عام 1979

ولد في الرياض وعاش طفولته فيها بعد أن انتقلت عائلته من حائل، تلقى تعليمه الأساسي في السعودية ثم سافر إلى دمشق عام 1955 ليكمل جزء من الابتدائية ثم إلى القاهرة ليكمل مرحلة المتوسطة لمدة 3 سنوات وعاد إلى الرياض ليدرس الثانوية من عام 1962 حتى 1965، التحق بالتلفزيون قبل أن يبتعث لدراسة الهندسة الإلكترونية في بريطانيا لمدة أربعة أعوام حتى عام 1970 ثم التحق بالعمل في الخطوط السعودية وعمل في الإذاعة كمذيع باللغة الإنجليزية. 
تولى منصب نائب رئيس مجلس إدارة شركة رد لمدة عشر سنوات حتى عام 1985، ثم تولى إدارة مجموعة السعودية للإنتاج الفني حتى عام 1993 ليعمل مستشاراً لرئيس مجلس إدارة شركة شامل من 1994 حتى 1996، ثم تفرغ عام 1998 لأعماله الخاصة من خلال مؤسسته التي يملكها وهي مؤسسة السالم للإنتاج الفني، وكانت أول سهرة له هي «أستاذ حمد» عام 1965، وأول مسرحية قدمها هي المزيفون عام 1971 وطبيب بالمشعاب وآخر المشوار وثلاثي النكد وتحت الكراسي وديك البحر، وله عدد كبير من الأعمال الدرامية، وكان آخر مسلسل له عُرض على قناة السعودية هو طعم الأيام.

## أعماله

### من المسلسلات
- غداً تشرق الشمس.
- حكاية مثل.
- قصة مثل.
- الأمثال الشعبية.
- سكرتير في البيت
- الوجة الآخر.
- أيام لا تنسى.
- الدنيا دورب.
- الدمعة الحمراء.
- عودة عصويد.
- أصايل.
- أطفالنا أكبادنا.
- بداية النهاية.
- أخلاقنا.
- آخر العنقود.
- الفارس.
- أوراق متساقطة.
- حكايات حكيم الزمان.
- خلك معي (ستة أجزاء).
- حكايات قصيرة.
- الحاسة السادسة (ضيف شرف).
- الوهم.
- الزمن والناس.
- شئون عائلية.
- السراب.
- مع كل الحب يا وطني.
- القصر.
- أساطير شعبية.
- قصر الثلج.
- طعم الأيام.
- أمل وآلام.

### من المسرحيات
- تحت الكراسي.
- المزيفون.
- طبيب بالمشعاب.
- الوهم.
- ثلاثي النكد.
- عويس التاسع عشر.

### من الأفلام
- الميكانيكي.

## أماكن سميت باسمه
مسرح محمد العلي في الرياض.

## التكريم
تم تكريمه في العديد من المناسبات، ومن الجوائز التي حصل عليها:
- 1998:  السعودية - في مهرجان الجنادرية الرابع عشر.
- 1999:  البحرين - في مهرجان الخليج للإذاعة والتلفزيون السادس.
- مصر - في مهرجان الرواد العرب.

## وفاته
توفي الفنان محمد العلي في يوم الخميس 19 شوال 1422 هـ الموافق 3 يناير 2002 عن عمر يناهز 52 عامًا في منزله الكائن في مدينة الرياض إثر أزمة قلبية انتابته ليلاً ولم يتم اكتشافها حتى الصباح، ودفن في مقبرة النسيم.

## روابط خارجية
- محمد العلي على موقع IMDb (الإنجليزية)
- محمد العلي على موقع قاعدة بيانات الأفلام العربية
- محمد العلي على موقع قاعدة بيانات الفيلم (الإنجليزية)